# Bugaj (Wieluń)
Bugaj (osiedle Bugaj) – zachodnia dzielnica Wielunia położona pomiędzy ulicami: Sieradzką, Sikorskiego, Młodzieżową, Traugutta. Jest to osiedle wzniesione w latach 1977–1984 na terenie dawnej wsi Bugaj włączonej w granice Wielunia w 1934 roku.
W końcu 1997 r. zamieszkiwało je 1148 osób. Na osiedlu znajduje się 7 bloków mieszkalnych (4 bloki o 200 mieszkaniach zbudowane ze środków Wieluńskiej Spółdzielni Mieszkaniowej i 3 bloki o 150 mieszkaniach, których budowę sfinansowały Zakłady Urządzeń Galwanicznych i Lakierniczych "ZUGiL" S.A.). Osiedle dysponuje w sumie 350 mieszkaniami o łącznej powierzchni użytkowej 15 697 m². Ponadto na jego terenie mieści się w jednym budynku pawilon handlowy „Sezam” oraz supermarket Biedronka, a także kilka innych punktów sprzedaży detalicznej, m.in. apteka „Kwiaty Polskie”. 